# Marie Wiegmann
Marie Elisabeth Wiegmann (født Hancke den 7. november 1820 i Silberberg, død 4. december 1893 i Düsseldorf) var en tysk malerinde. Hun var gift med Rudolph Wiegmann. 
Marie Hancke kom 1841 til Düsseldorf, hvor hun stod i lære hos Hermann Stilke, men primært studerede portrætmaleri under Karl Ferdinand Sohn. For at videreuddanne sig besøgte hun Tysklands kunstcentre, Hollands gallerier samt England og Venedig. Mange af hendes billeder er genrebilleder til eventyr og romantisk digtning, men ved siden af dette malede hun også portrætter, især af børn, men også af kendte personer som Karl Sohn, Heinrich von Sybel og Karl Schnaase (i Berlins gamle nationalgalleri).